# Bartomeu Soler i Rabassó
Bartomeu Soler i Rabassó   (Sabadell, 1894 - Palau-solità i Plegamans, 20 d'abril de 1975) va ser un actor i escriptor català que va publicar sobretot en castellà. Afí al règim franquista, va ser el primer alcalde de Palau després de la Guerra Civil (des de febrer de 1939 fins a finals del mateix any). A ell es deu el fet que el municipi s'anomenés Palau de Plegamans del 1939 al 2000, moment en què oficialment va prendre el nom actualː Palau-solità i Plegamans.
Bartomeu Soler era d'origen humil i va passar la infantesa al poble de Palau-solità i Plegamans, on havia nascut la seva mare. Va viatjar des de molt jove per Catalunya, França i per Amèrica del Sud. A Xile es va iniciar com a autor teatral i començà a treballar com a actor. El 1920 fou primer actor al Teatre Romea i creà la seva pròpia companyia teatral. El 1925 es va publicar el seu primer llibre, Marc Villarí, que es va traduir al català i amb el qual va obtenir cert èxit.
A la postguerra espanyola, va publicar diverses novel·les i és en aquesta època quan va tenir més popularitat. Amb Patapalo aconseguí el 1949 el Premi Ciutat de Barcelona. A més de novel·les, va escriure també teatre en castellà i en català. Entre les seves obres destaquen: Germán Padilla, Pitusín (1941), La vida encadenada (1945), Karu-Kinká (1946), La llanura muerta (1947), Tamara (1953), Tierra de Fuego, Batalla de rufianes, Los muertos no se cuentan (1961), sobre la guerra civil.
També va escriure les curioses memòries, en tres llibres; Mis primeros caminos (1961), La cara y la cruz del camino (1963) i Mis últimos caminos (1965).
Estrenà teatre en català: Anna Maria (1962) i Marquès i la seva filla (1932). I publicà Cataluña en España (1935), un assaig sobre el Sis d'Octubre de 1934.
A la vila de Palau-solità i Plegamans té un carrer amb el seu nom.

## Obra
- Obras de ~: Marcos Villarí, Santander, Aldus, 1927;
- Ana María, Barcelona, Araluce, 1932;
- Cataluña en España, Madrid, Yagües, 1935;
- Batalla de rufianes, Madrid, Estampa, 1936;
- Cartas a un cacique, Madrid, Ediciones Toledo, 1941;
- Pitusín, Madrid, Diana, 1941;
- Guillermo Roldán, Barcelona, Cisne, 1942;
- Almas de cristal, Barcelona, Hispanoamericana de Ediciones, 1946;
- Karú-Kinká, Barcelona, Yuste, 1946;
- La llanura muerta, Barcelona, Lara, 1947;
- Guitarra, Barcelona, Hispanoamericana de Ediciones, 1950;
- Tres comedias: El honor de los hombres, Batalla de rufianes y Guillermo Roldán, Barcelona, Hispanoamericana de Ediciones, 1951;
- Cien días en el Sahara español, en Archivos del Instituto de Estudios Africanos, 25 (1953), págs. 43-58;
- La selva humillada, Barcelona, Ampurias, 1957;
- Entre dos mujeres: Germán Padilla, Barcelona, Guada, 1960;
- La vida encadenada, Barcelona, Guada, 1960; Occidente..., Madrid..., Sahara..., Venezuela:
- así habló Bartolomé Soler, Barcelona, Juventud, 1961;
- Mis primeros caminos, Barcelona, Juventud, 1962;
- Patapalo, Barcelona, Juventud, 1962;
- Tamara, Madrid, Bullón, [Maribel], 1963;
- La cara y la cruz del camino, Barcelona, Alar, 1964;
- Mis últimos caminos, Barcelona, Alar, 1965;
- Los muertos no se cuentan, Barcelona, Alar, 1965;
- Las novelas de Bartolomé Soler: trozos escogidos, Madrid, Cepe, 1978;
- Novelistas de 1935: antología de Sender, Zunzunegui y Soler, Madrid, Coculsa, 1981.[4]